# Corynespora cassiicola
Corynespora cassiicola är en svampart som först beskrevs av Berk. & M.A. Curtis, och fick sitt nu gällande namn av C.T. Wei 1950. Corynespora cassiicola ingår i släktet Corynespora och familjen Corynesporascaceae.   Inga underarter finns listade i Catalogue of Life.